# The Loco-Motion
"The Loco-Motion" é uma canção da cantora australiana Kylie Minogue, lançada como o single de estréia da intérprete em 1987.

## Antecedentes e lançamento
Depois de uma apresentação improvisada da música em um evento de caridade australiana com o elenco da novela australiana Neighbours, Minogue assinou um contrato de gravação na Mushroom Records, para lançar a música como single. O single foi lançado em 28 de julho de 1987 na Austrália, Suécia e Itália com o título de Locomotion. A canção foi um sucesso na Austrália, atingindo a primeira posição e permanecendo no mesmo por sete semanas. O sucesso da música em seu país resultou na sua assinatura de um contrato com a gravadora PWL Records em Londres e no trabalho com a equipe produtora de sucesso Stock Aitken Waterman.
Em 1988, uma versão regravada produzida por Stock Aitken e Waterman, foi lançada mundialmente com o título "The Loco-Motion". Esta versão foi novamente um grande sucesso, atingindo o top cinco no Reino Unido, Estados Unidos e Canadá. A versão da cantora apareceu em 1988 na trilha sonora do filme Arthur 2: On the Rocks, estrelado por Dudley Moore e Liza Minnelli, e também apareceu na coletânea musical em comemoração aos 25 anos de carreira de Minogue, The Best of Kylie Minogue (2012).

## Recepção comercial
O lançamento de "Locomotion" em 1987 foi um grande sucesso na Austrália, cidade natal de Minogue, alcançando o primeiro lugar na parada de singles do Kent Music Report e permanecendo lá por sete semanas.
O lançamento da música em 1988 no Reino Unido estreou e alcançou a posição número dois na principal parada de singles do país — a entrada mais alta nas paradas do Reino Unido por uma artista feminina. Permaneceu na segunda posição por quatro semanas antes de cair para a terceira posição. Com vendas de 440.000 unidades, foi o décimo primeiro single mais vendido do ano. A música se tornou o terceiro single de Minogue entre os cinco primeiros no Reino Unido e continua sendo um de seus singles de maior sucesso até o momento. Em toda a Europa e Ásia, a canção também teve um bom desempenho nas paradas musicais, alcançando o primeiro lugar na Finlândia, Irlanda, Israel[carece de fontes?] e África do Sul.[carece de fontes?]
No final de 1988, Minogue viajou para os Estados Unidos para promover "The Loco-Motion", onde fez diversas entrevistas e apresentações na televisão americana. A música foi usada no filme de comédia Arthur 2: On the Rocks. "The Loco-Motion" estreou na posição 80 na Billboard Hot 100 dos EUA e mais tarde alcançou a posição três por duas semanas. A música foi o segundo single de Minogue nas paradas dos EUA, mas o primeiro a alcançar o top 10. Até hoje, a música continua sendo seu single de maior sucesso nos Estados Unidos; no entanto, sua segunda e mais recente música geral a alcançar o top 10, "Can't Get You Out of My Head" de 2002, acabou vendendo mais que "The Loco-Motion". No Canadá, a música também alcançou o top cinco na parada de vendas pop.
Em 2012, durante seu aniversário no K25, a música voltou a entrar na parada de singles japonesa, chegando ao número 66.

## Vídeo de música
O videoclipe de "Locomotion" foi dirigido por Chris Langman e filmado no Aeroporto de Essendon e nos estúdios ABC em Melbourne, Austrália. A coreógrafa Tania Lacy concebeu as sequências de dança do vídeo em torno dos movimentos da locomotiva. Para o lançamento internacional de "The Loco-Motion", as imagens do videoclipe australiano foram reeditadas duas vezes; uma versão para o mercado norte-americano e outra para o mercado europeu.
Perto do final de 1988, a canção foi indicada para 'Melhor Single Internacional' no Canadian Music Industry Awards.

## Faixas e formatos
Estes são os formatos e listas de faixas dos principais lançamentos de singles de "The Loco-motion".